# Cocothon de Laval
Le Cocothon de Laval est un événement de type fait divers qui s'est déroulé dans la ville de Laval au mois d'avril 2014 pendant les festivités de Pâques. La chasse aux œufs de Pâques, qui devait à l'origine compter seulement 1850 participants inscrits, a finalement attiré plus de 6000 personnes, entraînant des débordements et le mécontentement des participants. Cet événement a également bénéficié d'une très grande couverture médiatique en raison de son caractère insolite.

## Historique
Le 2 avril 2014, le journal régional L'Écho de Laval annonce la tenue d'une toute nouvelle chasse aux œufs de Pâques pour célébrer la fête du même nom.
Baptisée le Cocothon, l'événement devait avoir lieu le samedi 19 avril de 11 h à 14 h au Centre de la nature de Laval. Plus de 10 000 œufs de Pâques en plastique seraient remplis de diverses surprises et dispersés dans tout le parc. On annonce également la présence d'une troupe de cirque, de mascottes, et la distribution de prix de présence pendant l'événement.
Afin de participer, les familles intéressées devaient se procurer des billets au prix de 3$ par enfant participant. L'entrée était gratuite pour les parents. Les billets étaient disponibles uniquement en ligne sur le site web de gestion d'événements et de billetterie Eventbrite,. Une page Facebook pour promouvoir l'événement est aussi créée.
Le jour de l'événement, 1 850 personnes étaient initialement attendues. Cependant, près de 6000 participants se sont présentés. Aucune mesure de sécurité policière n'avait été prévue par la compagnie organisatrice, Les Productions Yé!. Au lieu de cela, la responsabilité de la sécurité avait été confiée à des adolescents bénévoles.
Un retard dans le début de la chasse aux œufs a suscité l'impatience des parents. Certains ont alors enjambé les barrières, entraînant un mouvement de foule et des bousculades parmi les enfants présents à l'événement. Malgré les tensions, aucun blessé n'a été signalé.
À la clôture de l'événement, certains parents expriment leur mécontentement sur les réseaux sociaux, réclamant le remboursement des frais d'inscription de 3$. Angella Pattas, l'organisatrice des Productions Yé!, prend la parole sur la page Facebook de l'événement pour présenter ses excuses.

« Je souhaite vous faire mes SINCÈRES EXCUSES quant à la tournure des événements. Je suis profondément déçue et désolée de n'avoir pu livrer une fête à la hauteur de vos attentes »

— Angella Pattas, Journal de Montréal
L'événement est documenté par une équipe de journalistes de la chaîne de télévision TVA. Le jour suivant, il est relayé par de nombreux médias québécois,.
Le 23 avril 2014, la Ville de Laval fait le point sur l'événement. En partenariat avec la Fondation du Centre de la nature, elle lance une enquête pour identifier les causes du débordement, visant ainsi à assurer une sécurité optimale et une expérience positive lors des prochains événements. De plus, la Ville présente ses excuses et exprime ses regrets concernant l'expérience désagréable vécue par les participants. Angella Pattas informe également la Ville de Laval qu'elle remboursera tous les participants qui en feront la demande par courriel.

## Postérité
- Au mois de mars 2016, la section Pèse sur start du Journal de Montréal crée un jeu vidéo inspiré du Cocothon de Laval, disponible gratuitement sur son site, où le joueur se déplace sur un terrain pour faire ramasser un maximum d’œufs à son enfant tout en évitant les autres parents lavallois prêts à les voler, avant de les déposer dans un panier sécurisé[7].
- L'événement a été parodié dans un sketch du Bye Bye 2014, où l'humoriste Laurent Paquin incarne un journaliste déguisé en correspondant de guerre, couvrant la situation avec exagération. Il déclare que le niveau de violence dépasse ce qu'il a vu en Syrie ou en Irak, surnommant l'événement « Le printemps chocolat », en référence au Printemps érable québécois. La scène montre des parents s'affrontant violemment pour des œufs de Pâques en chocolat, accentuant l'absurdité de la situation[8].
- Lors de la revue de fin d'année Infoman 2014, le comédien Marcel Sabourin est invité à faire une lecture des évènements à des enfants, transformant le récit en une fable épique et dramatique. Pendant la narration, des images animées, évoquant l'esthétique d'un film d'horreur, défilent à l'écran, créant un contraste saisissant entre le ton solennel et le sujet apparemment léger[9].
- Au mois de novembre 2024, un épisode du balado Chiens écrasés : nouvelles insolites sous la loupe, animé par les journalistes Barbara-Judith Caron et Hugo Meunier, se penche sur cet événement. Le duo rencontre des personnes directement liées à l'incident, qui acceptent de revenir sur cette expérience douloureuse. L'épisode promet de révéler des aspects méconnus du Cocothon, suggérant que l'histoire n'a pas encore livré tous ses secrets[10].